# Eligmoderma trifasciatum
Eligmoderma trifasciatum là một loài bọ cánh cứng trong họ Cerambycidae.